# 17185 Mcdavid
A 17185 Mcdavid (ideiglenes jelöléssel 1999 VU23) a Naprendszer kisbolygóövében található aszteroida. Charles W. Juels fedezte fel 1999. november 14-én.